# Співвідношення Полінґа
Співвідношення Полінґа (рос. соотношение Полинга, англ. Pauling's relationship) — емпірично встановлена залежність між довжиною хімічного зв'язку (r) та його порядком (n):
r = re — a ln(n),
де re — рівноважна довжина зв'язку, a — емпірична константа.